# Métro municipal d'Osaka Série 20
La série 20 (20系, 20-kei) du métro municipal d'Osaka est un type de rame automotrice présent sur de nombreuses lignes du métro d'Osaka. Depuis la privatisation en 2018, les rames appartiennent à la compagnie Osaka Metro.

## Série 20
Les trains circulent sur la ligne Chūō et la ligne Kintetsu Keihanna.

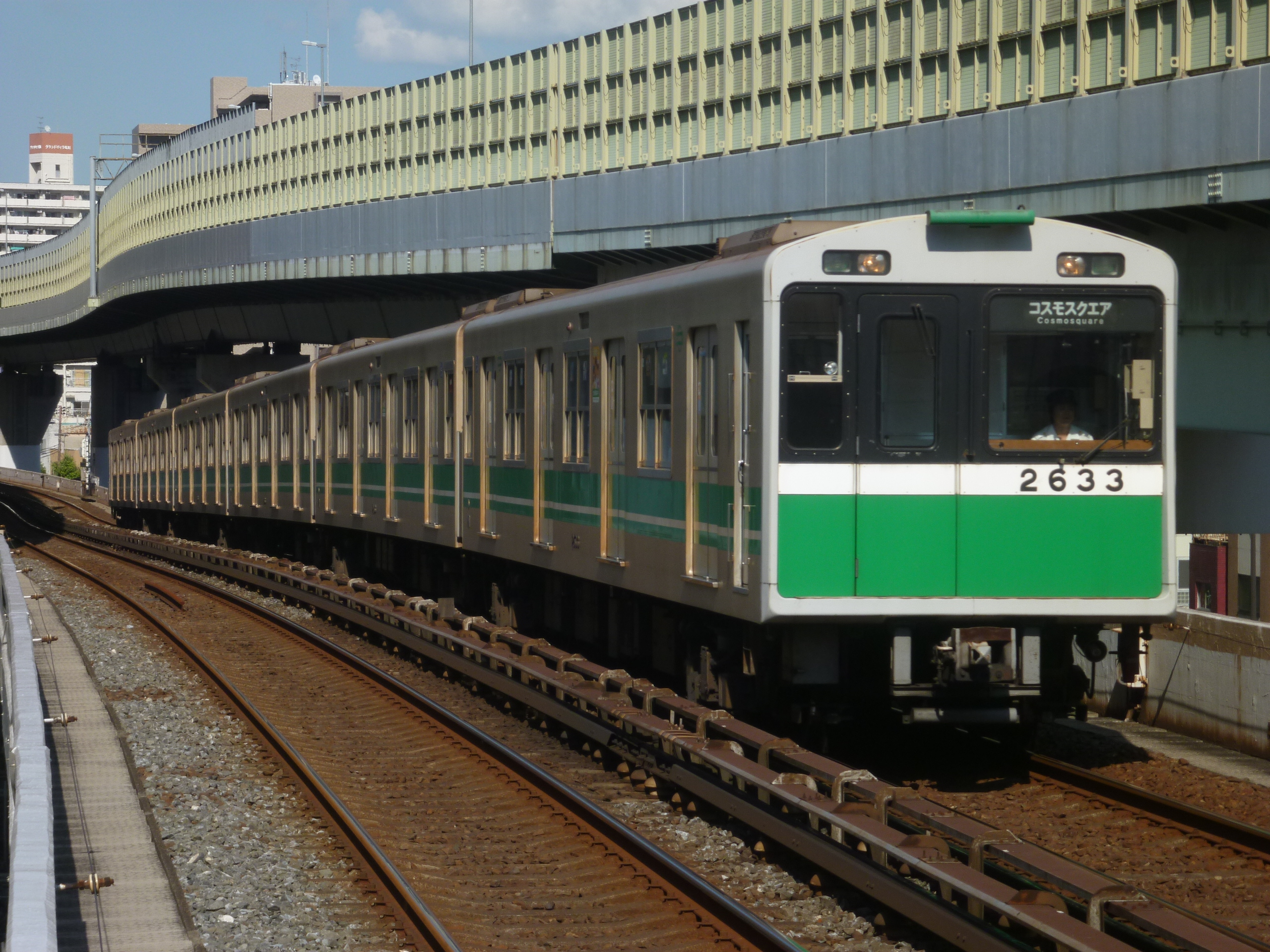
série 20

## Nouvelle série 20
Cette série présente de nombreuses variantes.
- série 21 : ligne Midōsuji et ligne Kitakyu Namboku
- série 22 : ligne Tanimachi
- série 23 : ligne Yotsubashi
- série 24 : ligne Chūō et ligne Kintetsu Keihanna
- série 25 : ligne Sennichimae

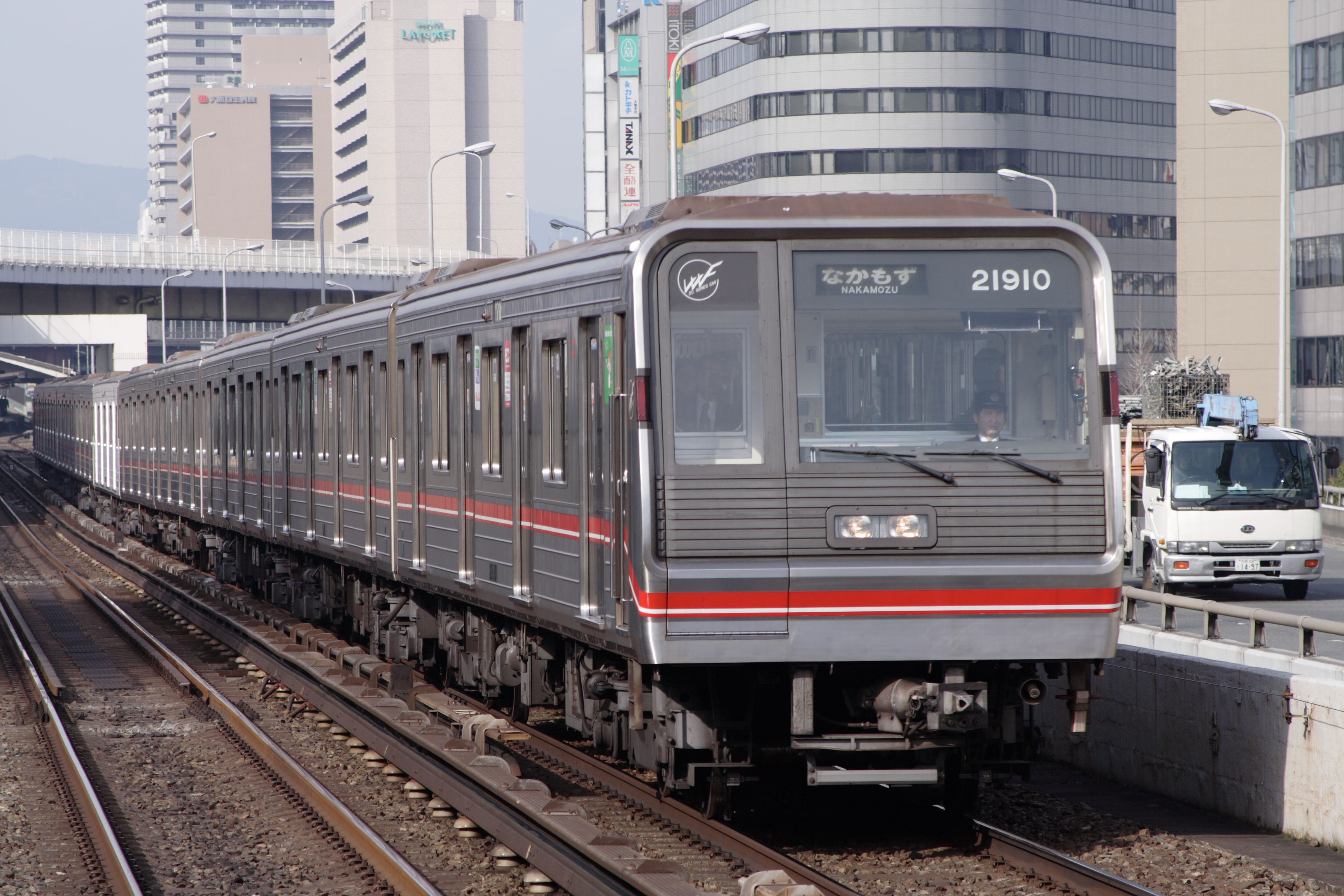
série 21
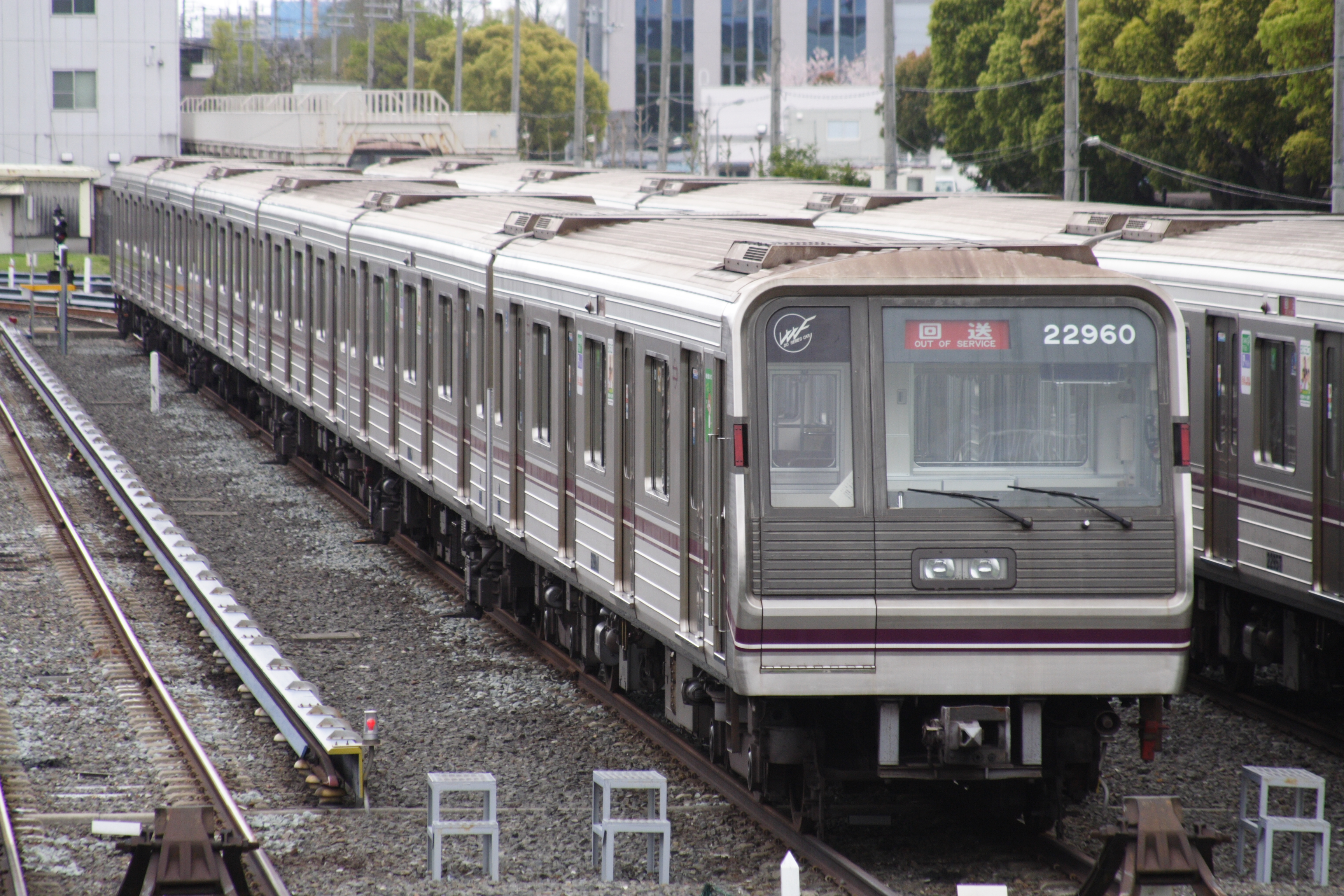
série 22
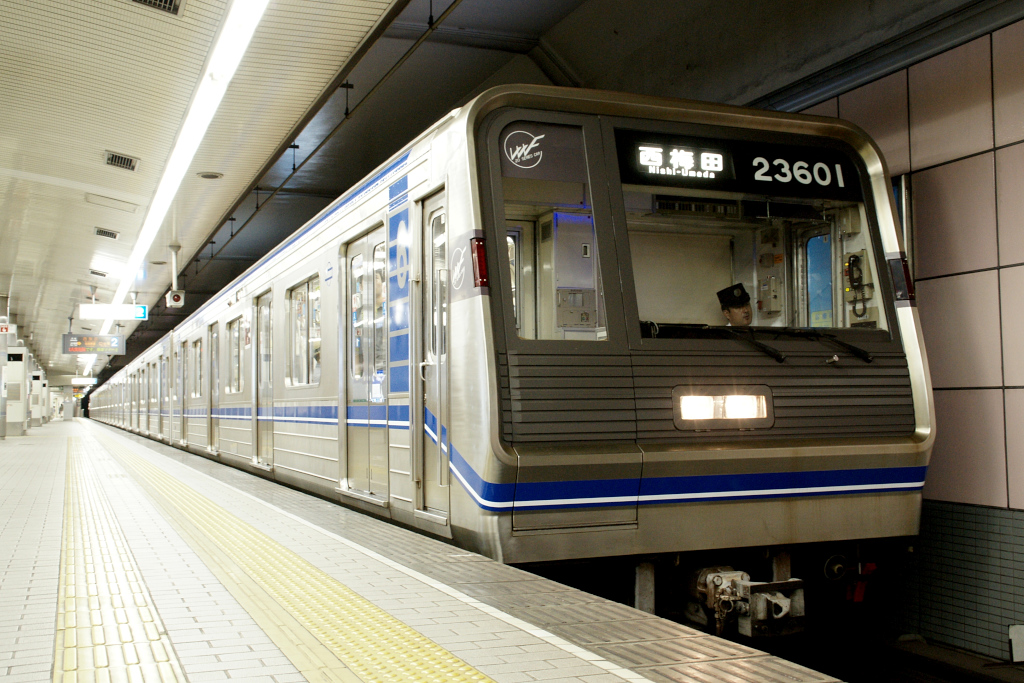
série 23
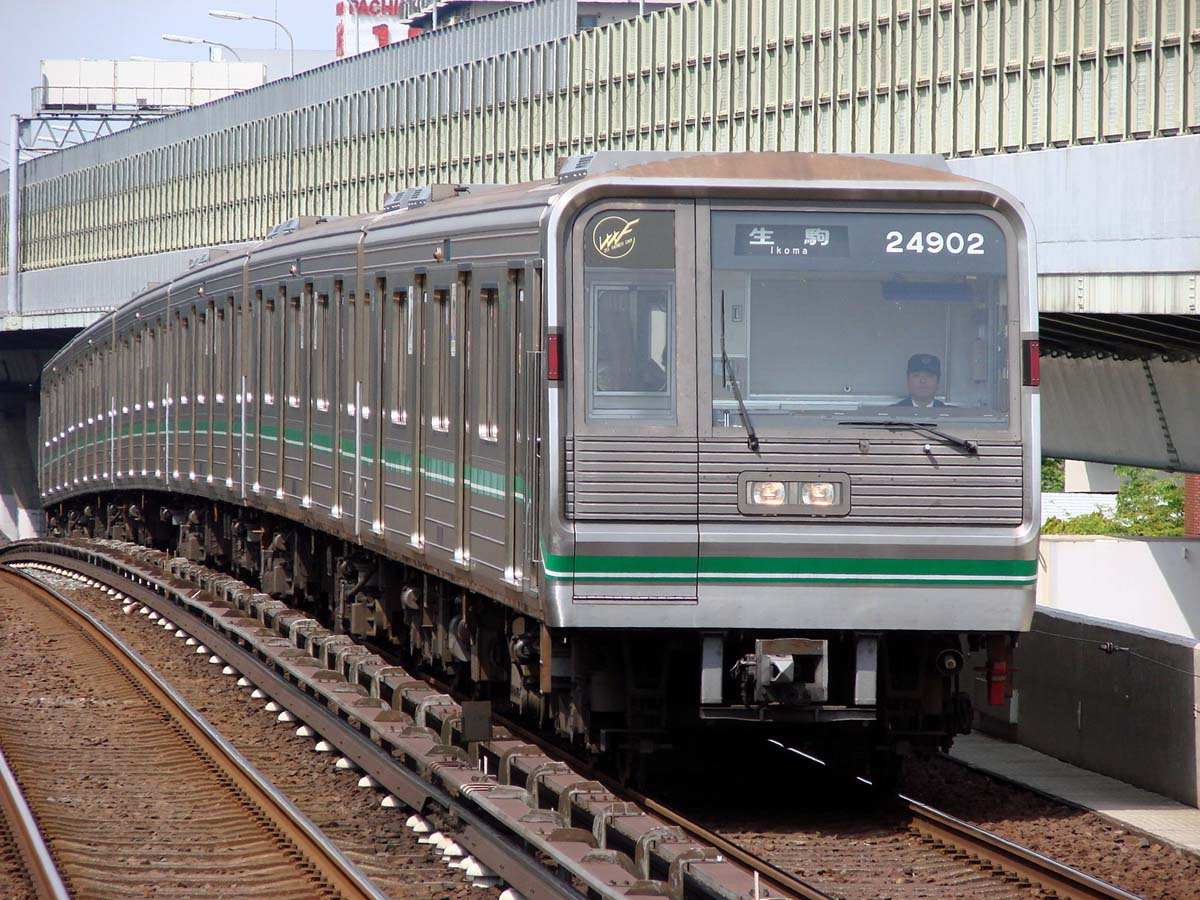
série 24
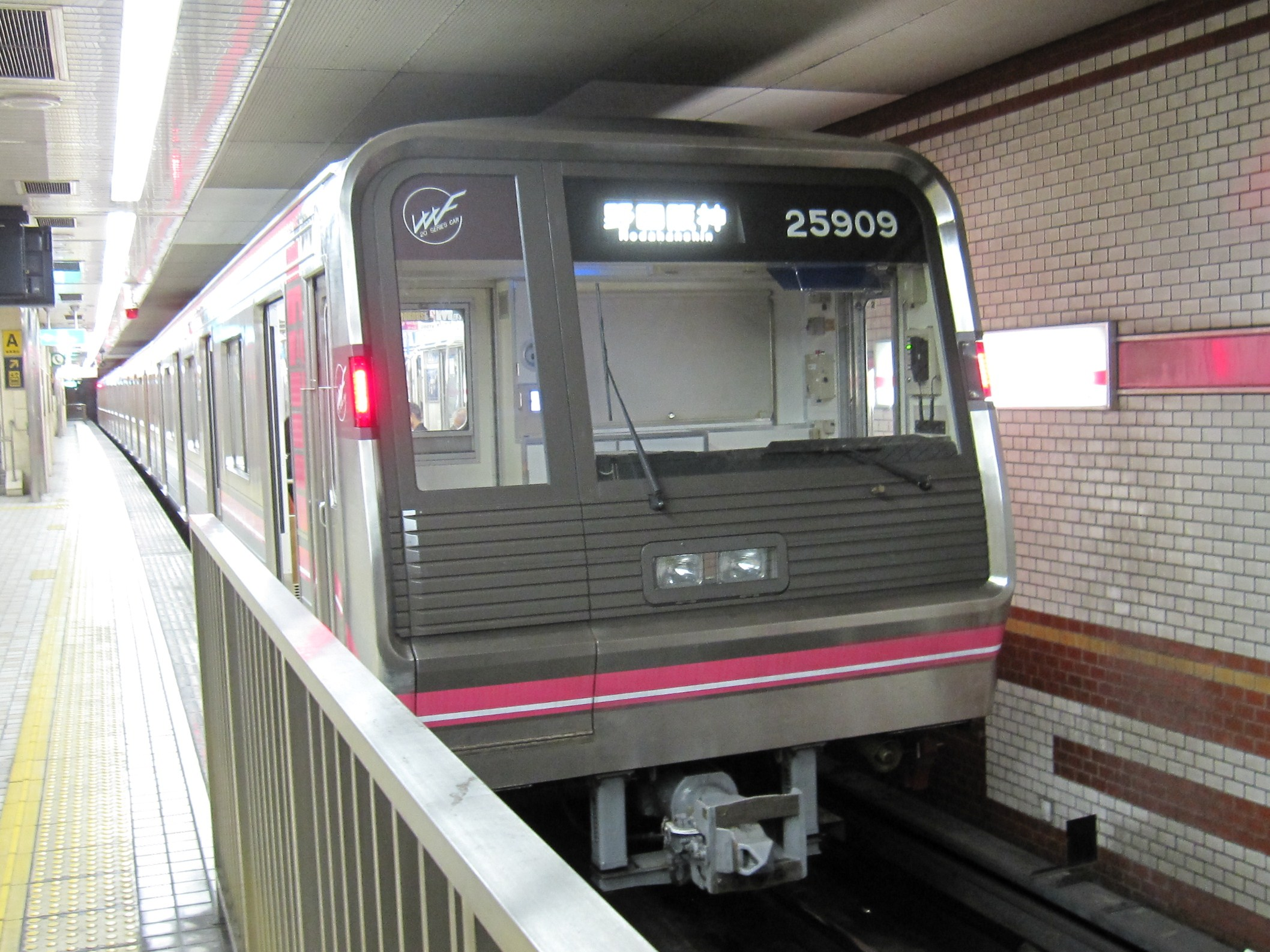
série 25